# NGC 5019
NGC 5019 ist eine 13,7 mag helle Balkenspiralgalaxie (und zugleich eine Radiogalaxie) vom Hubble-Typ SB? im Sternbild der Jungfrau. Sie wurde am 17. April 1786 von Wilhelm Herschel mit einem 18,7-Zoll-Spiegelteleskop entdeckt, der sie dabei mit „eF, eS, easily resolvable“ beschrieb.